# Општи избори у Уједињеном Краљевству 2019.
Општи избори у Уједињеном Краљевству 2019. су одржани у четвртак 12. децембра. Пошто Конзервативна партија није успела да освоји већину на парламентарним изборима 2017, имала је великих потешкоћа да спроведе закон о Брегзиту јер је формирала мањинску владу уз подршку Демократске унионистичке партије (DUP) из Северне Ирске, па су те потешкоће и довеле до тога да претходна премијерка Тереза Меј поднесе оставку.
Након оставке Терезе Меј, у јулу 2019. је Борис Џонсон изабран на место лидедра Конзервативне партије, и постављен је на место премијера. Џонсон до краја октобра није успео да кроз Дом комуна спроведе преправљени споразум о повлачењу из Европске уније, па се одлучио за превремене изборе. Парламент је одобрио ту олуку пошто је за њега гласало 438 посланика, са 20 против, па је одлука пала да се избори одрже 12. децембра. Анкете су показивале снажну предност Конзервативаца у односу на Лабуристе током целе предизборне кампање.
У изборима је Конзервативна партија Бориса Џонсона освојила убедљиву већину од 80 посланичких мандата. Пошто 7 посланика Шин Фејна бојкотују парламент, и пошто председник скупштине и заменици не гласају, у суштини су Конзервативци освојили "радну већину" од 87 мандата. Конзервативци су освојили 48 више места него на прошлим изборима, и за њих је гласало 43,6% изашлих бирача, што је највиши проценат за било коју партију још од парламентарних избора 1979. Конзервативци су освојили доста места која су јако дуго имала Лабуристичке представнике, а поједине изборне јединице нису ни имале Конзервативца као представника, али су дале јаку подршку за излазак Уједињеног Краљевства из Европске уније на референдуму о чланству у ЕУ 2016. Лабуристичка партија је освојила 202 места, што је најлошији учинак још од парламентарних избора 1935. Као последицу овог пораза, Џереми Корбин је најавио да неће предводити странку на следећим изборима, и да ће се повући са места лидера. Шкотска национална партија (SNP) је добила 13 места више него на прошлим изборима, и за њу је у целом Уједињеном Краљевству гласало 3,9% изашлих бирача, односно 45% на територији Шкотске, што се превело на 48 од 59 места на које Шкотска има право у парламенту. Стерџон је изјавила да спрема нацрт о новом плану за референдум о независности Шкотске, на шта јој је Џонсон оспорио право, "јер се Шкотска већ изјаснила на референдуму 2014." Либералне демократе су повећале проценат бирача на 11,6%, али ти гласови нису били концентрисани по бирачким јединицама, па су заправо изгубили једно место, оно на коме је учествовала Џо Свинсон у Шкотској, њихова председница, што је укупно значило 11 посланичких мандата. Џо Свинсон је након тога најавила да ће се повући са места лидера странке.